# 浑河州
浑河州，唐朝的羁縻州。
永徽元年（650年）以突厥歌逻禄左厢部落置，属燕然都护府。约在今蒙古国哈腊湖和扎布汗河流域。永淳、垂拱时，突厥、铁勒相继叛唐后废，复置于河套内地。开元初属安北都护府，后废。 